# Сенестопатия
Сенестопати́я (от др.-греч. κοινός — общий, αἴσθησις — чувство, ощущение, πάθος — страдание, болезнь) — тягостное, неприятное телесное ощущение, локализуемое на поверхности тела или во внутренних органах, лишённое предметности (чем отличается от висцеральных галлюцинаций), возникающее в отсутствие объективного патологического процесса в месте её локализации. Сенестопатии — частый симптом психических расстройств, входят в структуру ипохондрического бреда, депрессивного синдрома, синдрома Кандинского — Клерамбо и других.

## История
Термин «сенестопатия» (фр. «cénestopathie») был создан и описан французским неврологом-психиатром Эрнестом Дюпре в 1907 году в поликлинических лекциях «Хронические галлюцинаторные психозы». Затем, в апреле того же года на Женевско-Лозаннском конгрессе, Дюпре совместно с Полем Камю в одной из исследовательских работ предложил обозначать термином «сенестопатии» расстройство ощущений, не привлекающее внимания ни необычностью, ни интенсивностью или особым качеством, но характеризующееся «изменением общей или внутренней чувствительности». В статье «Les cénestopathies» (с фр. — «Сенестопатии») журнала «Медицинский вестник („бюллетень“)» 1907 года, Дюпре и Камю были даны общие сведения с комментариями о клиническом явлении сенестопатий, а в очередной публикации представлены шесть историй болезни с подробным психопатологическим анализом. Затем, в 1910-е годы, в литературе стали появляться описания схожих сенестопатических клинических случаев. Работы были опубликованы клиницистами Лёнг-Ландри и Дюпре, Г. Майяром, Блонделем и Камю во французском «Обществе психиатрии», а также исследование П. Камю о сенестопатиях при «циркулярном психозе».

## Классификация
В Международной классификации болезней и проблем, связанных со здоровьем 11-го пересмотра (МКБ-11) симптом сенестопатии отсутствует, однако сенестопатическая шизофрения включена (но не определена) в категорию «другая шизофрения» (F20.8) в 10-м пересмотре (МКБ-10). Наиболее близким понятием к сенестопатическим галлюцинациям в классификации МКБ-11 являются так называемые «соматические галлюцинации», которые характеризуются необычными телесными ощущениями внутри тела (например, объект внутри груди или электрические импульсы, пульсирующие по рукам).

## Нозология
Чаще сенестопатии встречаются в рамках биполярного расстройства, циклотимии, шизофрении (в частности — сенестопатической шизофрении) и органических поражениях головного мозга. Сенестопатии могут сочетаться с бредовыми или сверхценными идеями.